# گرترود لارنس
گرترود لارنس (انگلیسی: Gertrude Lawrence؛ ۴ ژوئیهٔ ۱۸۹۸ – ۶ سپتامبر ۱۹۵۲) یک هنرپیشه، و خواننده اهل بریتانیا بود. وی بین سال‌های ۱۹۱۶ تا ۱۹۵۱ میلادی فعالیت می‌کرد.